# 이병성
이병성(李炳星, 1909년~1960년 11월 2일)은 대한민국의 국악인이다. 호는 두봉(斗峯)이며, 본관은 경주이다. 거문고의 대가로 평가받는 이수경(李壽卿)의 아들로, 이왕직아악부원 양성소 제3기생으로 입소하여 피리를 전공했다. 1926년 졸업한 뒤 아악수장, 아악사를 역임했다. 하규일(河圭一)에게 가곡을 배웠으며, 1940년 아악부를 퇴직하고, 1950년 구황실 아악부 촉탁, 1952년 국립국악원 국악사를 지냈다. 1960년 국악진흥회로부터 국악상을 받았다